# Prix national de l'administration électronique
 (juillet 2017).
 (août 2019).
Le prix national de l’administration électronique, dénommé « E-mtiaz » (en arabe امتياز) est un prix organisé, depuis 2005, par le ministère de la Réforme de l'administration et de la fonction publique du Maroc.
Ce prix, symbole de l’innovation et de l’excellence, est décerné aux meilleurs télévisions de services publics, à la suite d'un concours ouvert aux administrations, aux collectivités territoriales, aux établissements et entreprises publics. Il vise, d’une part, à promouvoir et encourager le développement des services publics en lignes (téléservices) au Maroc et, d’autre part, à créer l’émulation entre les différents acteurs publics en matière de développement des téléservices publics.

## Catégories du prix
Le prix comprend quatre catégories.
- La catégorie « e-contenu » couvre les sites web présentant des contenus à grande valeur ajoutée avec un haut niveau d’accessibilité, d’ergonomie et de gestion de contenu.
- La catégorie « e-démarches » couvre les services publics de type « démarches administratives » en ligne, ayant connu une meilleure transformation électronique et qui permettent aux citoyens et aux entreprises d’accomplir leurs démarches administratives partiellement ou totalement, avec un gain de temps, d'effort ainsi qu'une réduction des coûts.
- La catégorie « applications mobiles » couvre les applications mobiles sur smartphones et tablettes (IOS, Android, Windows…) permettant aux citoyens et aux entreprises, à travers des solutions créatives et innovantes, l’accès mobile aux services publics avec une simplicité d'utilisation et une grande efficacité.
- La catégorie « e-participation communautaire » couvre les outils et les canaux offerts par les administrations aux usagers de ses services publics pour recevoir leurs avis et propositions à l’aide des technologies de l’information et de la communication (TIC) : réseaux sociaux, forums, blogs, sites web de e-participation… avec prise en considération de ces propositions pour le développement des services publics et l’amélioration des politiques et des réglementations y afférentes.

## Prix décernés
Le prix E-mtiaz est un prix symbolique sous forme d’un trophée portant le logo « e-mtiaz » et l’année de l’édition.
Pour chacune des catégories :  
- premier prix : prix de l’excellence E-mtiaz ;
- deuxième prix : prix d’encouragement E-mtiaz.

## Lauréats
| Édition            | Service primé                                                                                                   | Administration concernée                                                                                 |
| ------------------ | --- | --- |
| 1re édition (2005) | Base automatisée des douanes en réseau (BADR)                                                                   | Ministère de l’Économie et des Finances                                                                  |
| 1re édition (2005) | e-Justice | Ministère de la Justice                                                                                  |
| 1re édition (2005) | La télé déclaration des salaires et le télé paiement des cotisations sociales                                   | Caisse nationale de la sécurité sociale (CNSS)                                                           |
| 2e édition (2006)  | Projet eGouvernement de la ville de Fès (e-Fès)                                                                 | Ministère de l’Intérieur - arrondissement de Fès Agdal                                                   |
| 3e édition (2007)  | Bouquet CORCAS: Portail et sites web sur la région du Sahara                                                    | Conseil royal consultatif des Affaires sahariennes (CORCAS)                                              |
| 3e édition (2007)  | e-wilaya: Système de gestion des procédures administratives                                                     | Préfecture Casa Anfa Wilaya de la Région Souss Massa Daraa                                               |
| 3e édition (2007)  | GISRH: Système intégré de gestion des ressources humaines                                                       | Ministère de l’Économie et des Finances                                                                  |
| 4e édition (2008)  | Programme e-business du RCAR                                                                                    | Régime collectif d’allocation de retraite (RCAR)                                                         |
| 4e édition (2008)  | La carte nationale de l’identité électronique (CNIE)                                                            | Ministère de l'Intérieur                                                                                 |
| 5e édition (2010)  | Système de gestion du passeport biométrique marocain                                                            | Ministère de l'Intérieur                                                                                 |
| 5e édition (2010)  | Système de gestion intégrée de la dépense GID                                                                   | Ministère de l'Économie et des Finances                                                                  |
| 5e édition (2010)  | Simpl-IS | Ministère de l'Économie et des Finances                                                                  |
| 6e édition (2011)  | E-CPGE et Taalim.ma                                                                                             | Ministère de l’Éducation nationale                                                                       |
| 6e édition (2011)  | Système des aides et des bonifications agricoles (SABA)                                                         | Ministère de l'Agriculture et de la Pêche maritime                                                       |
| 6e édition (2011)  | Barid eSign | Barid Al Maghrib                                                                                         |
| 7e édition (2012)  | RADEEMA MOBILE                                                                                                  | Régie autonome de distribution d’eau et d’électricité de Marrakech (RADEEMA)                             |
| 7e édition (2012)  | « PORTNET» | Agence nationale des ports (ANP)                                                                         |
| 8e édition (2014)  | MASSAR : Système de gestion scolaire                                                                            | Ministère de l'Éducation nationale et de la Formation professionnelle (MENFP)                            |
| 8e édition (2014)  | Site marchand Royal Air Maroc                                                                                   | Royal Air Maroc                                                                                          |
| 8e édition (2014)  | Centre d'appels « Allo Daman »                                                                                  | Caisse nationale de sécurité sociale (CNSS)                                                              |
| 9e édition         | Informations et situations des clients CNRA / RCAR                                                              | Caisse nationale de retraite et d’assurance (CNRA)- Régime collectif des allocations de retraites (RCAR) |
| 9e édition         | « Home Administration » service d’inscription et de transfert d’inscription en ligne sur les listes électorales | Ministère de l’Intérieur                                                                                 |
| 9e édition         | Guichet électronique de demande de l’extrait du casier judiciaire                                               | Ministère de la Justice et des Libertés                                                                  |
| 9e édition         | e-justice Mobile                                                                                                | Ministère de la Justice et des Libertés                                                                  |
| 9e édition         | Centre d’appel du RCAR                                                                                          | Régime collectif des allocations de retraites (RCAR)                                                     |
| 10e édition        | Paiement de la taxe spéciale annuelle sur les véhicules automobiles (vignette)                                  | Ministère de l'Économie et des Finances - direction générale des Impôts                                  |
| 10e édition        | SMART CNOPS | Caisse nationale des organismes de prévoyance sociale                                                    |
| 10e édition        | Infraction routières                                                                                            | Ministère de l’Équipement, du Transport et de la Logistique                                              |
| 10e édition        | Portail web de l’Agence marocaine de presse                                                                     | Maghreb Arabe Presse (MAP)                                                                               |